# Liparis draculoides
Liparis draculoides là một loài thực vật có hoa trong họ Lan. Loài này được E.W.Greenw. mô tả khoa học đầu tiên năm 1982.